# Simon Kimbangu

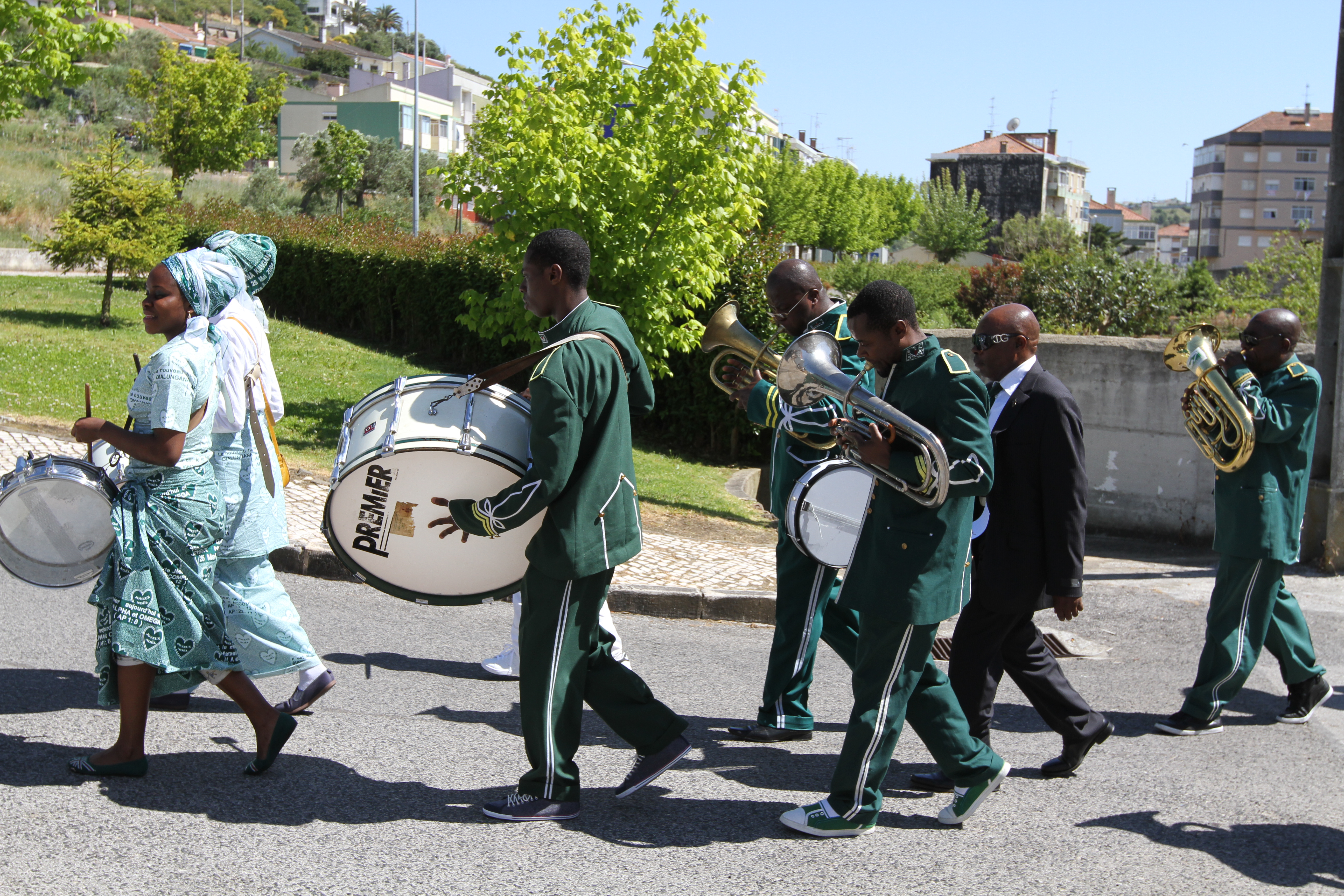
A kimbangista egyház zenészei Lisszabonban

Simon Kimbangu (Mbanza-Ngungu, 1887. szeptember 12. – Lubumbashi, 1951. október 12.) kongói vallási vezető; a nevéről elnevezett kimbangizmus népi-vallási mozgalom alapítója. A követői a Szentlélek megtestesülésének tartják.

## Életrajz
Apja egy bennszülött vallási vezető volt, de mindkét szülője korán meghalt, ő pedig árvaságra volt, akiről az anyai nagynénje gondoskodott. Fiatalemberként, 1915-ben baptista lett, és katekétaként dolgozott Alsó-Zairéban. 1918-1921 között több esetben voltak látomásai és "égi felszólítást" kapott gyógyító és igehirdetői munkára. 1921-ben egy súlyos beteg rokona meggyógyítása és egy halott gyermek feltámasztása után kapta szájra a hír. 
A csodálatos vallási szolgálata 1921 áprilisától szeptemberéig tartott. E rövid idő alatt nagy tömegeket vonzott és hírneve gyorsan elterjedt a Kongó-gyarmatokon. Követői szemében „ngunza”, azaz próféta volt. ,A belga gyarmati hatóságok attól félve, hogy felkelés tör ki tevékenysége nyomán, letartóztatták. 1921. október 3-án halálra ítélték, végül kegyelemből életfogytiglani börtönt kapott. Elizabethville-ben (Lubumbashi), magánzárkában töltötte további életét 1951-ben bekövetkezett haláláig.

## Kimbangizmus
A kereszténységnek a helyi, afrikai szükségletekhez és körülményekhez való igazításával, karizmatikus gyógyító tevékenységével fellobbantotta egy szikráját annak a reménynek, hogy a kolonialista elnyomó hatalom megszűnik egyszer. A hatóságok rosszindulata, gyanakvása, majd letartóztatása és bebörtönözése megsokszorozta követői számát.
Vallási tevékenysége során a monoteizmust hangsúlyozta, szembefordult a helyi fetisizmussal. Morális szigorral lépett fel híveivel szemben. Saját személyének vallási felértékelésével, azzal, hogy rámutatott a párhuzamosra Jézus élete és a sajátja között nagy hatással volt követőire. Hívei Messiásnak, mártírnak tartották. Halála után istenségként kezdték tisztelni; várták visszatértét. Ez a várakozás különösen Kongónak a gyarmatosítás alóli felszabadulását megelőző utolsó években játszott jelentős szerepet. A gyarmati kormányzat több száz törzsfőnököt és több tízezer családot száműzött és deportált a hívei közül. Az elnyomás és üldözés ellenére a mozgalom egyre terjedt a különböző bennszülött nemzetségek és törzsek között.
Kimbangu követői ma szervezetileg az önálló "kimbangista egyház"ba (francia: Église kimbanguiste) tömörülnek, melynek székhelye a kongói Nkamba városában van. Az egyházi szertartás a protestáns istentiszteletek liturgiáját követi, a leglényegesebb eltérés az, hogy itt a gyógyítás is a szertartás szerves része.
1969-ben felvették a protestáns ökumenikus Egyházak Világtanácsának  tagjai közé ezt az új egyházat. A kereszténységnek az afrikai kultúrához való legkreatívabb adaptációja egyikének tekintik széles körökben ezt a mozgalmat.
Az Afrikai Intézményesült Egyházak közé sorolható mozgalomnak és egyháznak a 2010-es években becslések szerint kb. 5,5 millió híve van és a Kongói D. K.-on kívül hatékonyan terjed a szomszédos országokban is.